# الهوية الدولية للأجهزة المتنقلة

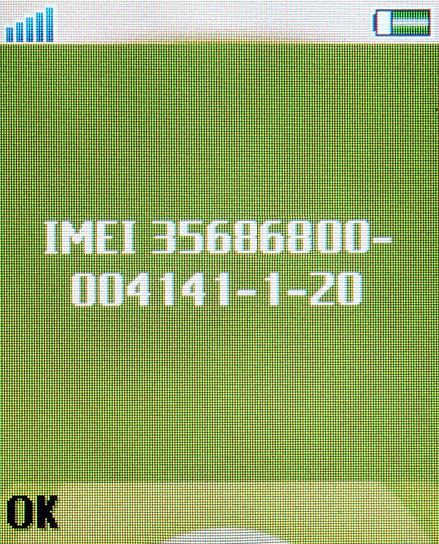

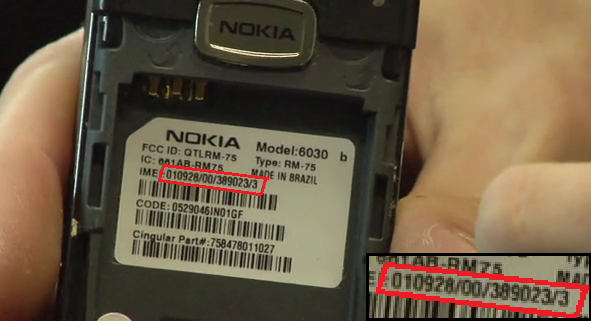
IMEI

الهوية الدولية للأجهزة المتنقلة هو رقم عادةً ما يكون فريدًا، لتحديد مشروع شراكة الجيل الثالث (3GPP) والشبكة الرقمية المحسنة المتكاملة (iDEN) للهواتف المحمولة، وكذلك بعض هواتف الأقمار الصناعية. عادةً ما يتم طباعتها داخل حجرة البطارية بالهاتف، ولكن يمكن عرضها أيضًا على الشاشة على معظم الهواتف عن طريق إدخال *06#* على لوحة الاتصال، أو بجانب معلومات النظام الأخرى في قائمة الإعدادات على أنظمة تشغيل الهواتف الذكية.
بلدان كثيرة تستخدم IMEI للحد من تأثير سرقة الهاتف المحمول. على سبيل المثال، في المملكة المتحدة، في إطار (إعادة برمجة) الهواتف المحمولة، وقانون تغيير هوية الهاتف، أو حيازة المعدات التي يمكن تغييرها، ويعد جريمة في بعض الظروف في لاتفيا ومثل ذلك يعد جريمة.
أما البلدان الأخرى تستخدم نهج مختلفة عند التعامل مع سرقة الهاتف. على سبيل المثال، مشغلي شبكات الهاتف النقال في سنغافورة ليست مطلوبة من قبل الجهة المنظمة لتنفيذ حظر الهاتف أو تتبع النظم، IMEI مقرها أو غيرها. المنظم قد أعرب عن شكوكه بشأن فاعلية حقيقية لهذا النوع من النظام في سياق سوق الهاتف المحمول في سنغافورة. وبدلا من ذلك تشجع شركات الاتصالات المتنقلة على اتخاذ تدابير مثل تعليق فوري من الخدمة، واستبدال البطاقات في حالة الفقدان أو السرقة.
هناك سوء فهم في أوساط بعض المشرعين بأن وجود رسميا، خصصت مجموعة IMEI عدد لمحطة جي إس إم يعني أن تتم الموافقة عليها أو محطة يتوافق مع المتطلبات التنظيمية. ليست هذه هي القضية. الربط بين الموافقة التنظيمية وتخصيص IMEI اقيل في نيسان / أبريل، عام 2000، مع الأخذ في البحث الأوروبي & TTE التوجيه. منذ ذلك التاريخ، IMEIs وقد خصصت(BABT) (نيابة عن رابطة جي إس إم) لمحطة جي إس إم المصنعين المشروعة دون الحاجة إلى تقديم دليل على الموافقة.

## القائمة السوداء من الأجهزة المسروقة
عندما تسرق عدة هاتف جوال أو تضيع فان المالك كالعادة يتصل بالمشغل المحلي مع طلب أنه ينبغي أن يكون مسدودا. إذا كان المشغل المحلي يمتلك معدات تسجيل الهوية فانه اذن سيضع جهاز(IMEI) داخله ويمكنه اختياريا الاتصال بمركز تسجيل هويه معدات النقل والتي تضع الجهاز على اللائحة السوداء في كل مشغلين الذين يستخدمون (CEIR) بهذه اللائحة السوداء في مكان ما يصبح الجهاز غير قابل للاستعمال على أي مشغل يستخدم (CEIR) مم يجعل سرقه المعدات المتنقله عمل بلا فائده
ليس من السهل ان يكون تغيير عدد (IMEI)، مما يجعل من القائمة السوداء CEIR فعالة. ولكن هذا ليس هو الحال دائما: قد يكون من السهل تغيير (IMEI) الهاتف بواسطه ادوات خاصه

## مدد محددة
- «(IMEIs) الجديدة يمكن برمجتها في الهواتف النقالة المسروقة و10% من (IMEIs)ليست فريدة من نوعها». وفقا لما ذكره المتحدث باسم بريتيش تيليكوم Cellnet {نقلته هيئة الإذاعة البريطانية.]
- لا توجد تسهيلات للإفراج عن الأرقام المذكورة في الخطأ على جميع الشبكات. هذا ممكن في المملكة المتحدة، ومع ذلك، حيث يقوم المستخدم الذي منع (IMEI) في البداية بنقل كلمه السر المختاره في الوقت الذي تم فيه المنع.

## هيكل IMEI وIMEISV
IMIE(14 خانه عشريه بالإضافة إلى التحقق من الأرقام) أو IMEIS
V (16 خانه)
تتضمن معلومات عن المنشا والنموذج والرقم التسلسلي للجهاز هيكل IMEI محدد في 3GPP الملخص الفني 23.003 النموذج والأصل تتكون من 8 الأولية لجزء من الرقم IMEI / اس، والمعروفة باسم نوع تخصيص القانون (تاك). ما تبقى من IMEI يحدده الصانع، مع التحقق من أرقام (Luhn) في النهاية (وهو ما لم تنتقل).، وشكل IMEI هو ' أأ BBBBBB - ووووو مد، على الرغم من أنها قد لا تكون دائما معروضه بهذه الطريقة. وIMEISV يسقط الاختيار Luhn أرقام لصالح إحدى رقمين إضافية للبرمجيات الإصدار رقم (SVN)، مما يجعل من ألف شكل ' - BBBBBB - ووووو - كهر
| مِنْ كُلّ                                                                                                   | BBBBBB                             | وووووو                 | أَيمَن                                           | كهر                |
| --- | ---------------------------------- | ---------------------- | ---------------------------------------------- | ------------------ |
| إبلاغ معرف الهيئة، مما يدل على المستوى الدولي، وافقت المجموعة التي خصصت للنموذج معاهدة الصداقة والتعاون | ما تبقى من معاهدة الصداقة والتعاون | تسلسل التسلسلي للنموذج | Luhn الاختيار المكونة من العدد بأكمله (أو صفر) | رقم إصدار البرنامج |

قبل عام 2002، كانت معاهدة الصداقة والتعاون طويلة ستة أرقام، وأعقب ذلك من رقمين النهائي جمعية القانون(القوات المسلحة الكونغولية) ،والتي كان الصانع يحدد رمز يشير إلى موقع بنء الجهاز
على سبيل المثال، قانون يمي 35-209900-176148-1 أو IMEISV رمز 35-209900-176148-23 يخبرنا ما يلي:

تاك: 352099، لذا كان يصدرها(BABT) ويحتوي على عدد تخصيص 2099

القوات المسلحة الكونغولية: 00 لذلك كان عددهم خلال مرحلة الانتقال من الشكل القديم إلى الشكل الجديد (الموصوفة أدناه)

دائرة الاستخبارات الوطنية: 176148 -- الاقتصار على تحديد وحدة من هذا الطراز

القرص: 1 لذلك فإن المرحلة جي إس إم 2 أو أعلى

SVN: 23 -- «رقم إصدار برنامج» تحديد وتنقيح البرامج المثبتة على الهاتف. 99 محجوز.

الشكل تغير في الأول من نيسان/ أبريل، 2004، عندما جمعية القانون النهائي لم يعد لها وجود ونوع الموافقة على قانون لزيادة طولها ثمانية أرقام، وأصبح يعرف نوع تخصيص القانون. من 1 يناير عام 2003 وحتى ذلك الوقت في القوات المسلحة الكونغولية لجميع الهواتف كان 00.
وإبلاغ الهيئة معرف تم تخصيصها من قبل مدير البرنامج العالمي عشري؛ أول رقمين يجب عشري (أي أقل من 0xA0) من أجل أن يكون IMEI وليس (MEID)
الجديد سى دى ام ايه المعدات المنقولة معرف (MEID)يستخدم التنسيق الأساسية نفسها التي IMEI.

### التحقق من ارقام الحساب
العدد الأخير من IMEI هو التحقق من أرقام حسابها باستخدام خوارزمية Luhn.
وفقا للتوزيع IMEI والموافقة على المبادئ التوجيهية،

ويتم التحقق من الأرقام المحسوبة وفقا للصيغة Luhn (الايزو / اللجنة الانتخابية المستقلة 7812). انظر 02.16 جي إس إم / 3GPP 22.016. وتحقق الأرقام لا يجوز أن تنتقل إلى الشبكة. والأرقام هي وظيفة التحقق من جميع الأرقام الأخرى في IMEI. رقم إصدار البرنامج (SVN) من الجوال ليست مدرجة في الحساب.

والغرض من هذه الأرقام هو إكمال للمساعدة في حراسة ضد احتمال إدخالات غير صحيحة للصناعات الاستخراجية CEIR والمعدات [سجلات].
في عرض الأرقام تحقق (سي دي)، كلاهما إلكترونيا في شكل مطبوع وعلى الملصق والتغليف، ومهم جدا. اللوجستية (باستخدام شريط قارئ للرمز) وصناعات الاستخراجية / CEIR الإدارة لا يمكن استخدام مؤتمر نزع السلاح ما لم يتم طبع خارج العبوة، وعلى IMEI الشرق الأوسط / نوع اعتماد التسمية.
والتحقق من أرقام يجب دائما أن تنتقل إلى الشبكة بأنها "0".
والتحقق من أرقام يتم التحقق من صحة في ثلاث خطوات:
1. بدء من اليمين، وهو ضعف الرقم كل رقمين (على سبيل المثال، 7 → 14).
2. جمع الخانات (eg, 14 → 1 + 4).
3. معرفة ما إذا كان هذا المبلغ هو القسمة على 10.

على العكس، يمكن للمرء أن يحسب IMEI عن طريق اختيار خانة الرقم الذي من شأنه أن يعطي المبلغ القسمة على 10. على سبيل المثال IMEI 49015420323751؟،
| IMEI           | 4                                                                            | 9                                                                            | 0                                                                            | 1                                                                            | 5                                                                            | 4                                                                            | 2                                                                            | 0                                                                            | 3                                                                            | 2                                                                            | 3                                                                            | 7                                                                            | 5                                                                            | 1                                                                            | ؟                                                                            |
| تتضاعف كل أخرى | 4                                                                            | 18                                                                           | 0                                                                            | 2                                                                            | 5                                                                            | 8                                                                            | 2                                                                            | 0                                                                            | 3                                                                            | 4                                                                            | 3                                                                            | 14                                                                           | 5                                                                            | 2                                                                            | ؟                                                                            |
| مجموع أرقام    | 4 + (1 + 8) + 0 + 2 + 5 + 8 + 2 + 0 + 3 + 4 + 3 + (1 + 4) + 5 + 2 +؟ = 52 +؟ | 4 + (1 + 8) + 0 + 2 + 5 + 8 + 2 + 0 + 3 + 4 + 3 + (1 + 4) + 5 + 2 +؟ = 52 +؟ | 4 + (1 + 8) + 0 + 2 + 5 + 8 + 2 + 0 + 3 + 4 + 3 + (1 + 4) + 5 + 2 +؟ = 52 +؟ | 4 + (1 + 8) + 0 + 2 + 5 + 8 + 2 + 0 + 3 + 4 + 3 + (1 + 4) + 5 + 2 +؟ = 52 +؟ | 4 + (1 + 8) + 0 + 2 + 5 + 8 + 2 + 0 + 3 + 4 + 3 + (1 + 4) + 5 + 2 +؟ = 52 +؟ | 4 + (1 + 8) + 0 + 2 + 5 + 8 + 2 + 0 + 3 + 4 + 3 + (1 + 4) + 5 + 2 +؟ = 52 +؟ | 4 + (1 + 8) + 0 + 2 + 5 + 8 + 2 + 0 + 3 + 4 + 3 + (1 + 4) + 5 + 2 +؟ = 52 +؟ | 4 + (1 + 8) + 0 + 2 + 5 + 8 + 2 + 0 + 3 + 4 + 3 + (1 + 4) + 5 + 2 +؟ = 52 +؟ | 4 + (1 + 8) + 0 + 2 + 5 + 8 + 2 + 0 + 3 + 4 + 3 + (1 + 4) + 5 + 2 +؟ = 52 +؟ | 4 + (1 + 8) + 0 + 2 + 5 + 8 + 2 + 0 + 3 + 4 + 3 + (1 + 4) + 5 + 2 +؟ = 52 +؟ | 4 + (1 + 8) + 0 + 2 + 5 + 8 + 2 + 0 + 3 + 4 + 3 + (1 + 4) + 5 + 2 +؟ = 52 +؟ | 4 + (1 + 8) + 0 + 2 + 5 + 8 + 2 + 0 + 3 + 4 + 3 + (1 + 4) + 5 + 2 +؟ = 52 +؟ | 4 + (1 + 8) + 0 + 2 + 5 + 8 + 2 + 0 + 3 + 4 + 3 + (1 + 4) + 5 + 2 +؟ = 52 +؟ | 4 + (1 + 8) + 0 + 2 + 5 + 8 + 2 + 0 + 3 + 4 + 3 + (1 + 4) + 5 + 2 +؟ = 52 +؟ | 4 + (1 + 8) + 0 + 2 + 5 + 8 + 2 + 0 + 3 + 4 + 3 + (1 + 4) + 5 + 2 +؟ = 52 +؟ |

لجعل مجموع القسمة على 10، وضعنا؟ = 8، وبالتالي فإن IMEI 990002776656058

## على استخدام شبكات هاتف يعمل بالأقمار الصناعية
وتنتجه، إيريديوم وشركة الثريا للاتصالات الفضائية استخدام جميع شبكات الهاتف IMEI الأرقام على وحدات الإرسال والاستقبال، وكذلك البطاقات في كثير بنفس الطريقة كما تفعل هواتف جي إس إم. وإيريديوم 9601 مودم يعتمد فقط على فيويتي لتحديد الهوية، ولا يستخدم أي بطاقة، ولكن إيريديوم هي شبكة الملكية والجهاز غير متوافق مع شبكات جي إس إم العادية.

## الروابط الخارجية
- فيويتي التحليل: من خلال الدخول في IMEI صالحة انها لن اقول لكم كل المعلومات المعروفة عن هذا الهاتف.
- Jareka معاهدة الصداقة والتعاون القائمة: آخر على شبكة الإنترنت أداة لتحليل IMEI مع بعض الميزات أكثر.
- IMEI / تاك هاتف النموذجي لقاعدة البيانات: أدخل IMEI أو معاهدة الصداقة والتعاون والهاتف وتقديم النموذج يتم إرجاعها.
- فيويتي التطبيق: المصنعون من GSM900/1800 / 3GPP WCDMA الطرفية (وتعدد المحطات واسطة) قد IMEI الحصول على مخصصات من خلال BABT.
- IMEI الموافقة على تخصيص والمبادئ التوجيهية: قوات الدفاع الشعبي وثيقة تشرح بالتفصيل IMEI جي إس إم من الرابطة.